# Onthophagus purifrons
Onthophagus purifrons là một loài bọ cánh cứng trong họ Bọ hung (Scarabaeidae).